# 上普罗旺斯阿尔卑斯省
上普罗旺斯阿尔卑斯（法語：Alpes-de-Haute-Provence，法語發音：[alp də ot pʁɔvɑ̃s] ⓘ），旧称下阿尔卑斯（Basses-Alpes），是法国普罗旺斯-阿尔卑斯-蔚蓝海岸大区的一个省份（编号04），位于法国东南方，其省会为迪涅莱班。

## 概述
上普罗旺斯阿尔卑斯省位于法国普罗旺斯-阿尔卑斯-蔚蓝海岸大区中心位置，并与意大利接壤，是法国面积最大的省份之一（6,925 km²），但同时却也是人口密度最低的省份之一（161,588人，2014年）。
全年高达300天的日照时间是该省的一大特点。那里远离城市的纷扰，是大自然爱好者与游客的天堂。
得益于直达至普罗旺斯地区艾克斯的法国高铁（TGV），由巴黎前往该省仅需5个小时，由马赛或尼斯到达该省仅需2个小时。该省的自然环境，历史遗迹，特别是其世界第一大薰衣草花田瓦朗索勒高原（Plateau de Valensole）吸引了来自全球的游客。

## 地理环境
与意大利接壤，上普罗旺斯阿尔卑斯省北邻上阿尔卑斯省与德龙省，南邻瓦尔省，西邻沃克吕兹省，东邻滨海阿尔卑斯省。综合地势、气候、人口与经济情况，该省可具体分为三个部分：
- 上普罗旺斯区域（Haute-Provence）：该区域的高原、山丘与河谷占据了该省三分之一的面积，并拥有该省三分之二的人口。此区域涵盖了该省除山地旅游以外几乎所有的经济活动以及省内最重要的几大城镇。该省的一大河流迪朗斯河将该区域平分为二。

- 前阿尔卑斯山脉（les Préalpes）：该区域有着该省众多位于峭壁之间的山谷以及许多被山群包围的城镇。

- 阿尔卑斯山脉：此区域有着于拜河谷（la vallée de l'Ubaye）、布朗什谷（la vallée de la Blanche）与上韦尔东河谷（la vallée du haut Verdon）。那里的经济活动围绕着山地旅游展开，如滑雪场等。在于拜河上游地区 (Haute-Ubaye)，山峰海拔可高达3 000米，所有山口都接近或超过海拔2 000米。欧洲最高海拔公路之一的D 64省道就位于该地区，它位于博内特山口（le col de la Bonette）之上，海拔达到2802米，它连接着巴瑟洛内特地区（le pays de Barcelonnette）与蒂内河及韦叙比河（la Vésubie）。

起伏的地势将该地区的大部分区域与外界区分开来，特别是峭壁之间的山谷地带，交通较为不便。在1877年，有55个小镇仅依靠几条山间小径与外界联系。
该省处于温和（zone 3）与中度（zone 4）地震带上，拥有不同地质断层，比如迪朗斯断层。

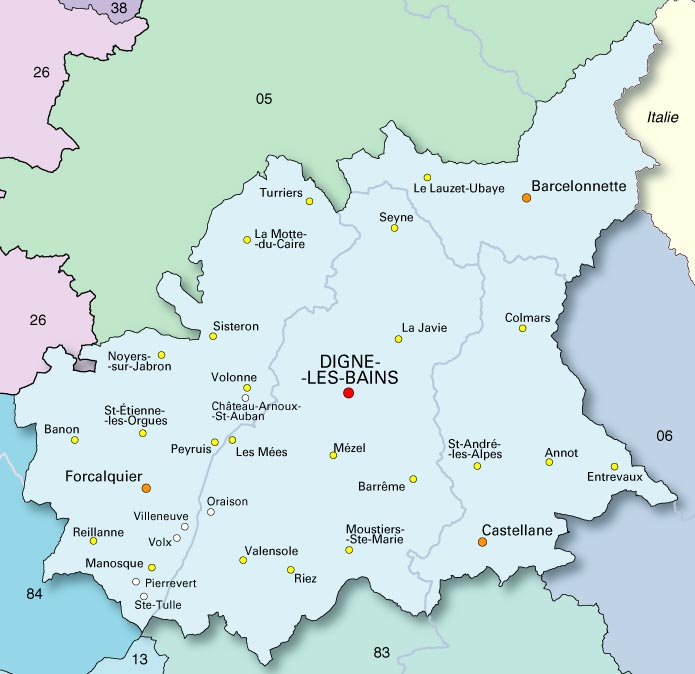
上普罗旺斯阿尔卑斯省地图

该省居民数为5000人以上的城镇有：马诺斯克、迪涅萊班、锡斯特龙、奥赖松与阿努堡-圣欧邦。

### 水文
迪朗斯河流经该省的西部地区，也是流经该省的主要河流。正是在迪朗斯河谷，分布着十分重要的交通线路 (包括 A51高速公路, 铁路, 国道等)。该省的绝大部分地区都位于迪朗斯河的灌溉范围内，除了位于该省最东南部的阿诺特县（canton d'Annot）与昂特勒沃县（canton d'Entrevaux），则是由瓦尔河灌溉。该省的重要支流有位于左岸的于拜河、布萊奧訥河、阿斯河、韦尔东河以及位于右岸的比埃什河、雅布龙河、拉尔格河 (le Largue)。

### 气候
该省的气候属于地中海气候，并随着海拔与纬度而发生变化。
· 气候干燥，少有薄雾 (一年不超过20天)；
· 少量雨水 (一年不超过90天，年降雨量在650至1500毫米之间)；
· 夏季在山区会有暴风雨；
· 一年四季充足的光照 (光照时间长达每年2550至2850小时)；
· 昼夜温差明显；
· 冬季寒冷并晴朗；
· 夏季十分炎热。
该省纯净的空气与晴朗的夜空使之成为欧洲众多天文学家们的研究基地。众多天文台修建于此，其中包括上普罗旺斯天文台 (l'Observatoire de Haute-Provence)——欧洲大陆最大的天文台之一，同时也是活动丰富的天文研究中心。

### 上普罗旺斯地质公园
上普罗旺斯地质公园（UNESCO Géoparc de Haute-Provence）是由联合国教科文组织于2000年成立的世界地质公园之一。它面积广阔，覆盖了省内共60个城镇，完美地展现了当地自然资源与人文风貌。该地质公园融合了阿尔卑斯与普罗旺斯不同的景观风貌，在公园内，您既能一睹湛蓝的韦尔东圣十字湖（Lac de Sainte-Croix-du-Verdon）、郁郁葱葱的橄榄园、梦幻的薰衣草花海，又能欣赏到皑皑白雪覆盖下的高地村庄、苍劲的落叶松与只生长于高山的火绒草……各种特有的美食、香气与色彩也装点着这片充满故事的土地。与历史、自然相结合，130件现代艺术作品分布在地质公园内部，其中包括Andy Goldsworthy、Herman De Vries 与 Joan Fontcuberta的作品。
位于迪涅莱班的闲游博物馆（Musée Promenade），是地质公园的总部所在地。在这里有着自然精美的休憩公园、壮观而清澈的瀑布、丰富的菊石遗迹 (中生代化石) 以及热带水族群。

## 人口
上普罗旺斯阿尔卑斯省是法国人口密度最低的省份之一，其人口密度约为23人/km²。该省人口主要集中于迪朗斯河谷（la vallée de la Durance）、布莱奥讷河（la vallée de la Bléone）以及周边的高原上。该省的其余地区拥有更低的人口密度 (一般小于10人/km²)。
该省一半的城镇拥有少于200人的居民数量，其中17个城镇的居民数更是少于50人，不少的小村庄也逐渐被废弃。这里的城镇规模都较小：仅23个城镇被INSEE认定为城市，仅两个集中居住区（agglomération）的居民数超过7500（迪涅莱班与马诺斯克）。巴瑟洛内特区与卡斯泰拉讷区是法国人口最少的两个区，也是法国仅有的两个少于10000居民数的区。卡斯泰拉讷还是法国最小的副省会城市。
根据最新人口普查，该省32.8%的住房为第二住房 (用于度假、周末或休闲时短期居住的住房，区别于日常居住的主要住房)。这也体现了上普罗旺斯阿尔卑斯省是法国的一大度假胜地。

## 历史文化
上普罗旺斯阿尔卑斯省旧称“下阿尔卑斯省”（Basses-Alpes），是1790年法国大革命时创建的83个省之一。它包含了普罗旺斯地区东北部山区。1793年，原属该省的索村 (Sault) 并入沃克吕兹省，巴瑟洛内特于1810年并入上阿尔卑斯省。
1942年11月至1943年9月，该省被意大利法西斯占领。
1970年4月13日，该省改称“上普罗旺斯阿尔卑斯省”，并沿用至今。

## 省徽
上普罗旺斯阿尔卑斯省的省徽由三部分组成：在蔚蓝的背景之上，省徽上部为一条红色三齿耙形的图案，中心为一朵金色的百合花，下方则是由三块锯齿组成的银色图案。

## 行政区划
上普罗旺斯阿尔卑斯省由八个拥有专有税制的多城镇合作公共机构（établissement public de coopération intercommunale à fiscalité propre）组成，其中包括两大集中居住群（communauté d'agglomération）以及六个城镇群（communauté de communes）。
这些机构包含了该省所有的市镇（2015年该省共有200个市镇，2016年共有199个市镇，2017年共有198个市镇），其中四个城镇属于所在地在该省之外的多城镇机构（structure intercommunale，其中三个位于上阿尔卑斯省，一个位于沃克吕兹省）。
2017年上普罗旺斯阿尔卑斯省集中居住群（communauté d'agglomération）：
| 机构代码(SIREN) | 集中居住群名称                       | 所在地          | 成立时间       | 城镇数量 | 人口(2014年) | 备注  |
| --------------- | ------------------------------------ | --------------- | -------------- | -------- | ------------ | ----- |
| 200034700       | Durance Luberon Verdon Agglomération | Manosque        | 2012年11月16日 | 26       | 61 273       | 备注1 |
| 200067437       | Provence-Alpes Agglomération         | Digne-les-Bains | 2017年1月1日   | 46       | 47 278       |       |

2017年上普罗旺斯阿尔卑斯省城镇群 (communauté de communes) (所在地位于本省)：
| 机构代码(SIREN) | 城镇群名称                              | 所在地                | 成立时间      | 城镇数量 | 人口(2013年) | 备注  |
| --------------- | --------------------------------------- | --------------------- | ------------- | -------- | ------------ | ----- |
| 200068765       | Sisteronais-Buëch                       | Sisteron              | 2017年1月1日  | 62       | 24 557       | 备注2 |
| 200068625       | Alpes Provence Verdon                   | Saint-André-les-Alpes | 2017年1月1日  | 41       | 10 997       |       |
| 200071025       | Haute-Provence Pays de Banon            | Mane                  | 2017年1月1日  | 21       | 9 586        |       |
| 240400440       | Pays de Forcalquier et montagne de Lure | Forcalquier           | 2002年4月11日 | 13       | 9 442        |       |
| 200072304       | Vallée de l'Ubaye Serre-Ponçon          | Barcelonnette         | 2017年1月1日  | 13       | 7 921        | 备注3 |
| 200071033       | Jabron Lure Vançon Durance              | Salignac              | 2017年1月1日  | 14       | 5 258        | 备注4 |

2017年上普罗旺斯阿尔卑斯省城镇群（所在地位于外省）：
| 机构代码（SIREN） | 城镇群名称                | 所在地         | 成立时间     | 城镇数量 | 人口（2013年） | 备注                                            |
| ----------------- | ------------------------- | -------------- | ------------ | -------- | -------------- | ----------------------------------------------- |
| 200067825         | Gap-Tallard-Durance       | Gap            | 2017年1月1日 | 17       | 49 200         | 上普罗旺斯阿尔卑斯省内的城镇：Claret， Curbans  |
| 200040624         | Pays d'Apt-Luberon        | Apt            | 2014年1月1日 | 24       | 30 444         | 上普罗旺斯阿尔卑斯省内的城镇：Céreste           |
| 200067742         | Serre-Ponçon              | Embrun         | 2017年1月1日 | 17       | 15 602         | 上普罗旺斯阿尔卑斯省内的城镇：Pontis            |
| 200067320         | Serre-Ponçon Val d'Avance | La Bâtie-Neuve | 2017年1月1日 | 16       | 7 276          | 上普罗旺斯阿尔卑斯省内的城镇：Piégut， Venterol |

备注1 ：其中一个城镇位于瓦尔省境内。
备注2：其中多个城镇位于上阿尔卑斯省与德龙省境内。
备注3 : 随着新市镇瓦勒多罗奈的建立（在旧市镇拉尔什和梅罗讷的基础之上），2016年的城镇数量有所减少。
备注4：其中一个城镇位于德龙省境内。

## 经济
上普罗旺斯阿尔卑斯省拥有大片山地与较少的人口，工业活动在该省占较小比重，反之，商业及服务业为该省提供了大部分的工作岗位。
根据工商业工作协会 (l'ASSEDIC) 对劳动力需求量的调查，社会文化及运动领域的专业活动创造了该省绝大部分的就业机会 (在该省的4752个岗位中1031属于该领域)，其次是住宿领域 (968个岗位)，卫生领域 (438个岗位) 以及餐饮领域 (345个岗位)。
以上至少四分之三的岗位均为季节性岗位。

### 农业
在上普罗旺斯阿尔卑斯省，农业曾经在经济活动中占据较大比重，该省农作物种类多样，重点发展方向为水果、蔬菜、谷物以及高收益产品（蜂蜜、香水、精油、美容产品、橄榄、葡萄酒等）。农产品种植地区气候温和，特别是在高海拔地区以及地中海区域的低海拔地区。近年来，薰衣草文化在该省广泛流行，特别是在圣安德烈莱萨尔普与迪涅莱班地区。

### 工业
在该省，工业机构的数量并不多，然而公司的规模较大。在2004年，该省937家工业机构中有17家拥有超过50位员工。具体的公司有：位于阿尔努堡-圣欧邦的Arkema工厂，位于锡斯特龙北部的Sanofi工厂以及位于马诺斯克的欧舒丹（l'Occitane）。还有几大生产商专门生产几类高收益产品 (如橄榄油、香水与葡萄酒)。
根据工商业工作协会（l'ASSEDIC）的调查，2006年末该省的工业领域共提供了4261个工作岗位，即超过14 %的私有经济领域岗位量。

### 第三产业
第三产业在该省的种类十分多样。2006年末，该省交通领域共提供了1141个工作岗位，公司服务业共提供了3 425个工作岗位，私人服务业共提供了超过4 000个工作岗位。第三产业在该省仍呈现增长趋势。
该省接纳了众多离退休家庭的回迁，这也从侧面反映了其接待老年居民并提供家庭服务的能力。

#### 商业
商业活动在该省发展较缓慢，在2004年时，该省共有2473位商家，其中1396位（约超过56%）的商家未雇佣员工。在2006年，该产业中的千余个单位共提供了6478个工作岗位，与2001年相比增加了627个(超过10%的) 岗位。在所有私有经济领域的总岗位量中，商业提供了约22%的岗位数。
该省的两大集中居住区（agglomération）—— 马诺斯克和迪涅莱班的商业相对较为发展，特别是由大型批发连锁店构成的商业区。这些机构共提供了约有1600个工作岗位。

#### 旅游业
旅游产业为上普罗旺斯阿尔卑斯省提供了最多的就业岗位（约9000个岗位，占总岗位量的16%），它也为该省带来了7.5亿欧元的营收。2012年，该省共接待了约 240万的（过夜）游客，提供了1366.9万个夜间住宿（距2011年下降了3.1%）以及150万的日间滑雪游客。
伴随着农村人口外流，该省在50年代开创并发展了农业旅游。接近120家农业经营商也同时提供旅游服务（包括住宿、餐饮、休闲等）。其中70家还得到了商标认证。
各类博物馆也是该省的一大旅游资源：在2012年，各博物馆共接待了47万游客。
该省拥有普罗旺斯特有的气候以及珍贵的自然资源。根据地貌与风景，该省可分为三大旅游区，各旅游区都拥有其特色与传统，吸引了不少游客的到来。

## 阿尔卑斯-梅康图尔地区（Alpes Mercantour）

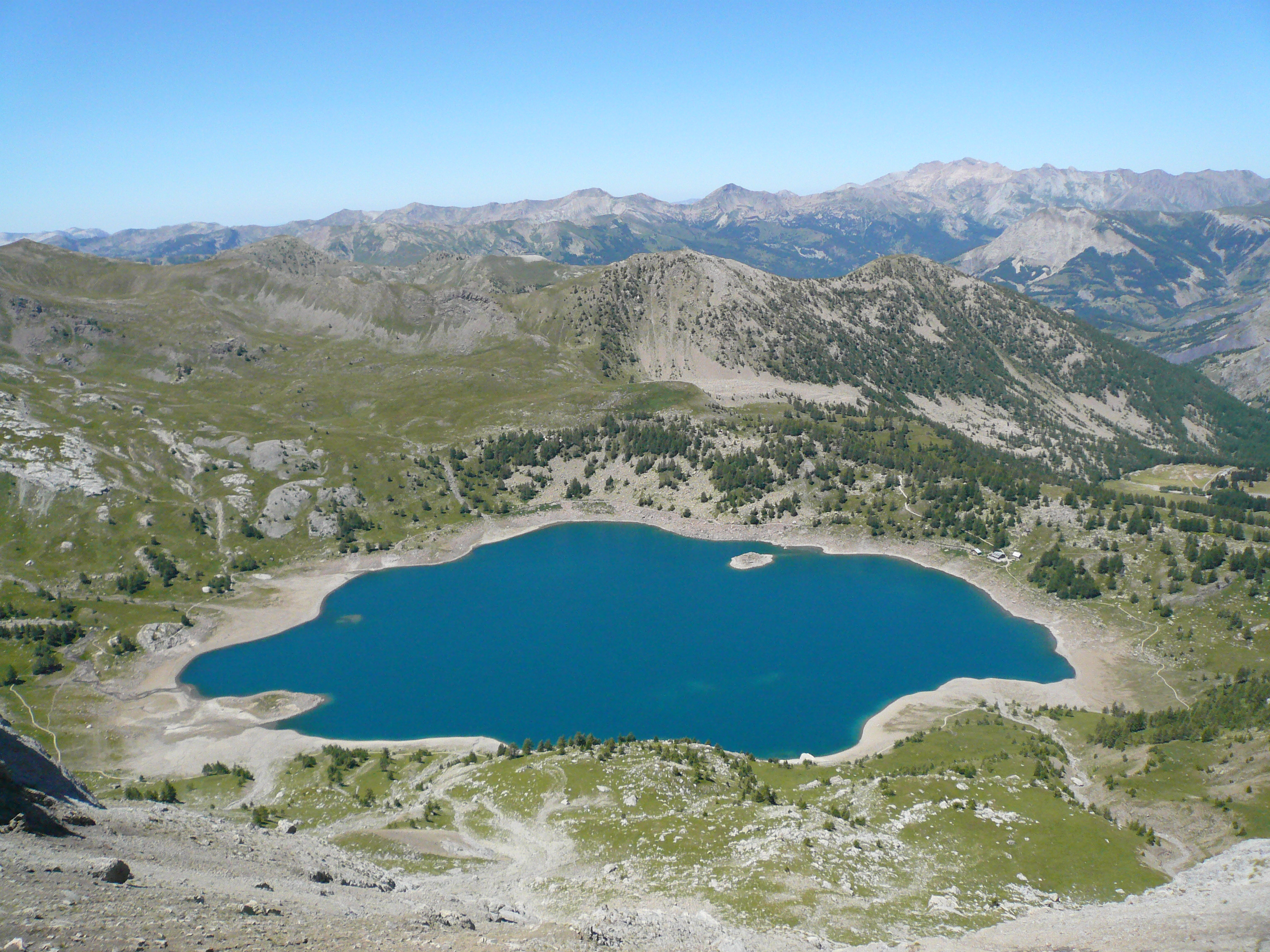
阿洛斯湖

“这是关于湍流、树林、牧场和所有由此引发的事物组成的故事，锯木厂、养殖场、羊舍、手工奶酪、浩瀚的冬夜，那些轻言细语的人们，那些鹰、旱獭与羚羊……这就是大山正在对你讲述的故事。”( «  ») —— Jean Giono
在奔流不息的河水两旁，有着南阿尔卑斯（les Alpes du Sud）广袤的山脉、布朗什-塞尔蓬松（Blanche-Serre-Ponçon）山区、于拜河谷与阿洛斯山谷（le Val d’Allos）。
夏天，众多畜牧业在这些地势较高的山谷发展，同时这里也是徒步爱好者的天堂。众多盘羊、羚羊与其他野羊也都出没于此以啜饮清澈而又湍急的河水。
冬天，众多高山滑雪场、滑雪小镇与北欧式滑雪中心接待着居民与游客。

### 文化

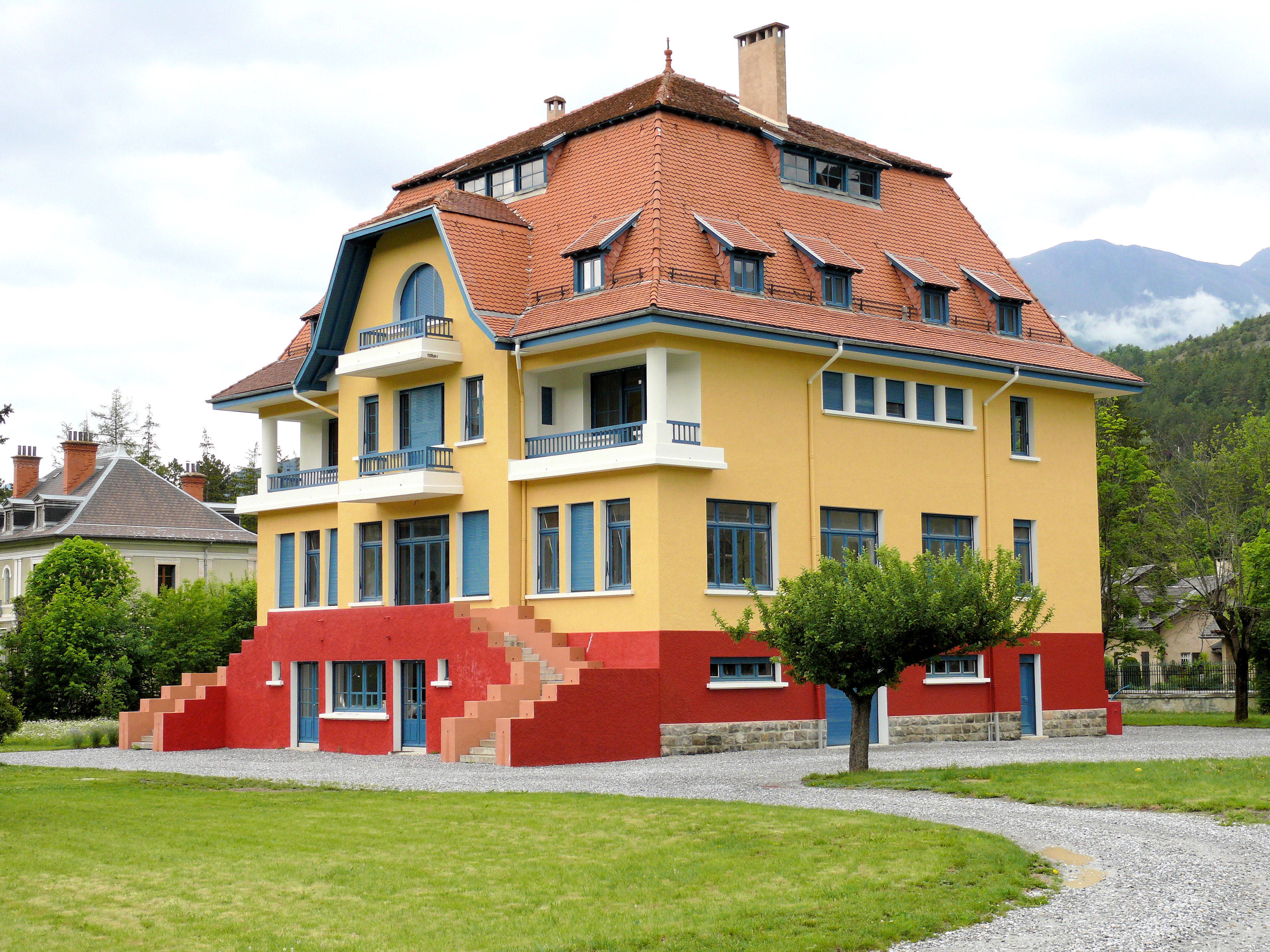
巴瑟洛内特墨西哥风格别墅

19世纪，众多巴瑟洛内特的商人前往美洲 (包括墨西哥) 经商。之后迁移回山谷的居民在巴瑟洛内特与若西耶边的公园周围修建了许多精美的墨西哥风格别墅。巴瑟洛内特谷地博物馆（Musée de la Vallée à Barcelonnette）就位于其中一栋别墅。
几个世纪以来，于拜河谷修建了众多堡垒：Saint-Vincent-les-Forts、Fort de Tournoux、Fort de Saint-Ours等。在1713年之前，法国堡垒之城，位于上普罗旺斯阿尔卑斯省的科尔马莱萨尔普（Colmars-les-Alpes）一直戒备着阿洛斯山谷之城（la cité de Val d’Allos）。如今该山谷之城，已成为十三世纪阿尔卑斯地区罗曼风格建筑小城典范。在贝斯河谷（Vallée du Bès），众多小镇与早前被废弃的村庄已成为旅游景点，它们是十九世纪时农村人口外流的历史产物。在塞讷也保存着十分珍贵的宗教古迹。

### 休闲与户外运动

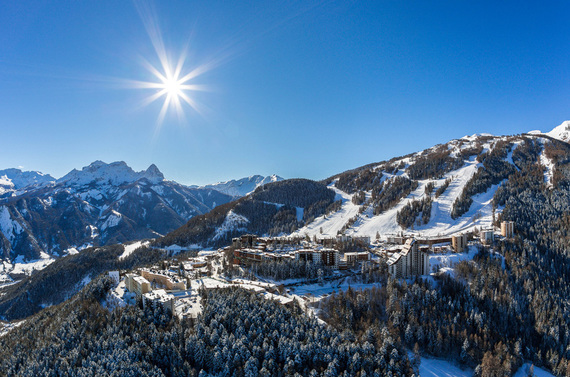
Pra Loup滑雪场

阿尔卑斯-梅康图尔地区属于高山地区，登山运动十分流行，登山者们可以达到3389米海拔之高的布雷克德尚贝龙山。
在高山湖边徒步、探寻野生动植物，沿着蜿蜒的河流进行山地自行车运动，或是在艳阳下悠哉地乘坐马车体味普罗旺斯风情……在该地区人们可以体验到丰富多样的户外休闲活动。
这里是徒步爱好者的天堂。各类难度的徒步线路将带领您领略不同的美景，例如GR 6线路涵盖了从于拜河谷到吕贝龙山区的大面积山地与森林。有的线路甚至与意大利的领土将连接，例如位于法意交界的维索山地区（Pays du Viso）有着长约40千米的设施完善的徒步线路。位于于拜河谷地区的拉尔什山口（col de Larche）与隆热山口（col du Longet）也是经典的徒步线路。
山地自行车是这一地区的另一大户外运动：这里有着100至350千米长度，设有路标、分类明确的不同难度级别的山地自行车路线，各种线路图，专门的接待点，随队指导、讲解，山地自行车租赁、维修点等服务。
于拜河十分适合进行激流划艇和峡谷漂流运动。塞尔蓬松湖则是夏季游泳与各类水上运动的天堂：风帆飘板运动、帆船运动等，人们也可以通过滑翔伞运动欣赏地区全貌。

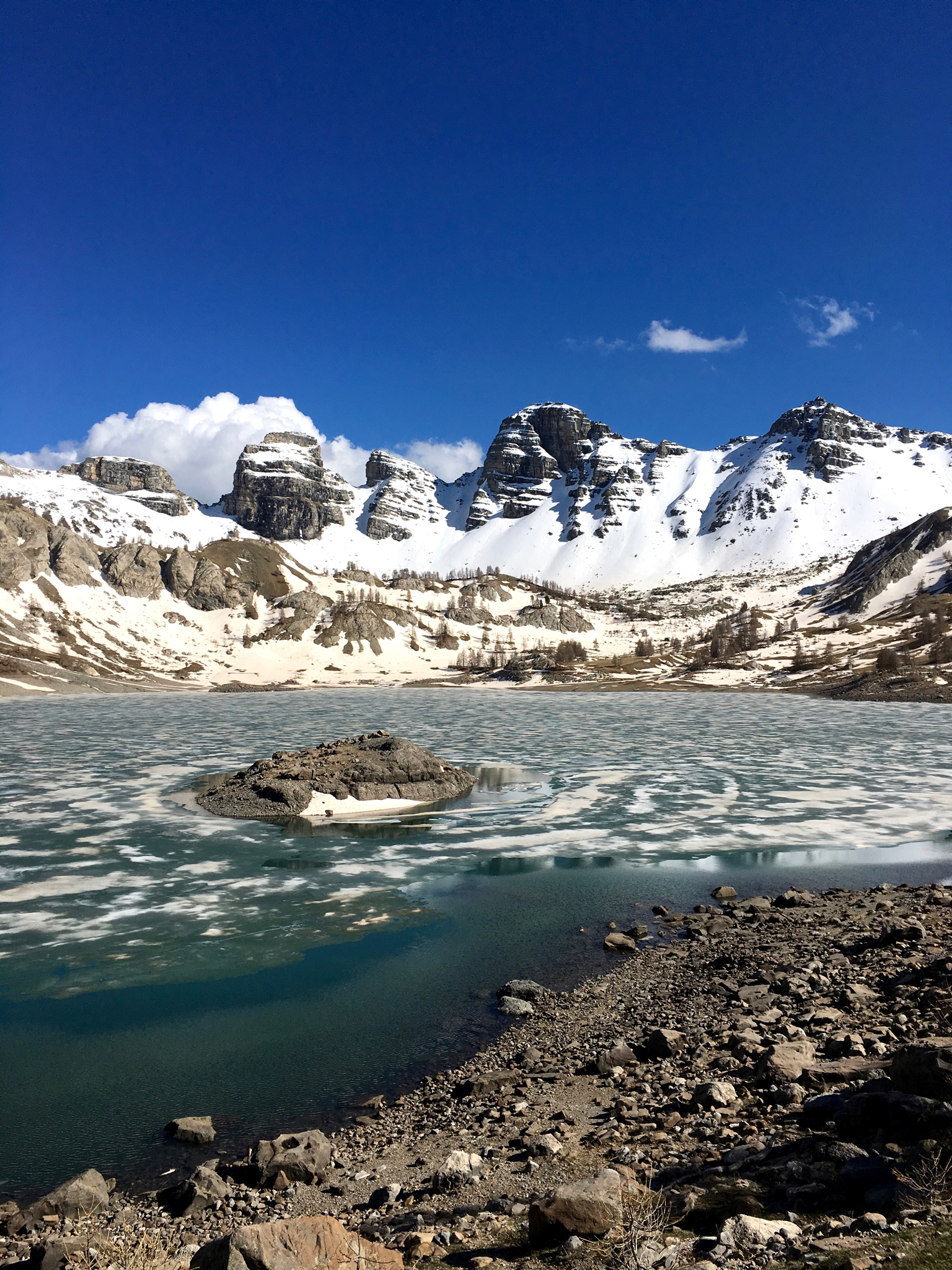
梅康图尔国家公园

### 梅康图尔国家公园
梅康圖爾國家公園以高质量的山地空间与超过3000米的海拔高度迎接所有自然爱好者。
公园覆盖面积68500公顷，包括部分滨海阿尔卑斯省的地区以及上普罗旺斯阿尔卑斯省的于拜-韦尔东高河谷（les Hautes Vallées de l’Ubaye et du Verdon），这些地区几乎无人居住。
在公园内有着2000块植物空间、几大动物活动空间以及众多壮丽的风景区，如阿洛斯湖 (le Lac d’Allos) —— 欧洲面积最大的高山湖。

## 上普罗旺斯吕贝龙地区
在吕贝龙山区与孔塔杜尔（Contadour）地区之间，坐落着福卡尔基耶地区（le pays de Forcalquier）与吕尔山（la montagne de Lure），正是这里的乡村建筑、质朴的田园生活与风光为法国著名作家Jean Giono提供了不少创作灵感。
迪朗斯河与布萊奧訥河穿越过上普罗旺斯阿尔卑斯省。马诺斯克、锡斯特龙和迪涅莱班使它们所在的河谷成为该省人口最密集、经济活动最活跃、旅游产业最发达的地区。该地区从春季直到秋季都会组织各类节庆与文化活动。

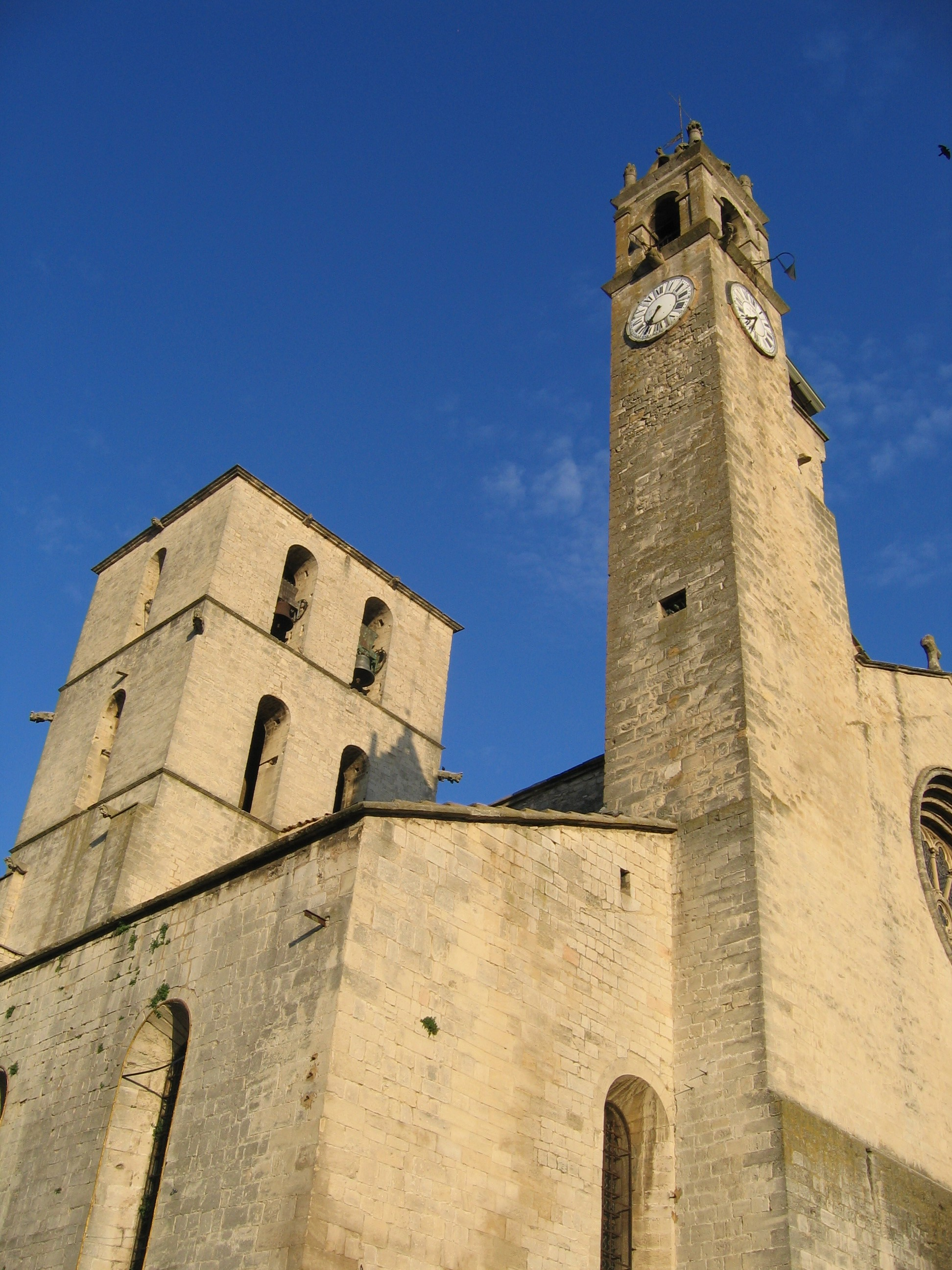
福卡尔基耶大教堂

### 文化
在福卡尔基耶，每一块石头都见证着当年的战事。这里有多米提安之路(la Voie Domitienne) 的古迹、起源于中世纪的位于高地的小镇、罗曼风格的礼拜堂和教堂、田园城堡以及富饶的牧场。从Prieuré de Salagon修道院 (这里同时也是省人种学博物馆Musée départemental ethnologique)，到Prieuré de Ganagobie修道院；从锡米亚讷穹顶大厅（la Rotonde de Simiane）到索旺城堡（Château de Sauvan），众多的古迹向人们诉说着曲折而辉煌的历史。
在迪朗斯河谷与布莱奥讷河谷的中世纪古城中，有以下几大地标：锡斯特龙及其城堡（竖立于峡谷之上，被称为“普罗旺斯之门”）；马诺斯克如同经由自然之手置于迪朗斯河谷中的一颗卵石；在温泉之城迪涅莱班，城中心的古钟楼与远方的山峦遥遥相望。
这里也是众多法国大文豪的故乡：Jean Giono、Paul Arène、Maria Borrely、Pierre Magnan、René Frégni……

### 休闲与户外运动
该地区十分适合徒步运动，从几小时到几天不等，这里有适合各种程度的徒步线路。

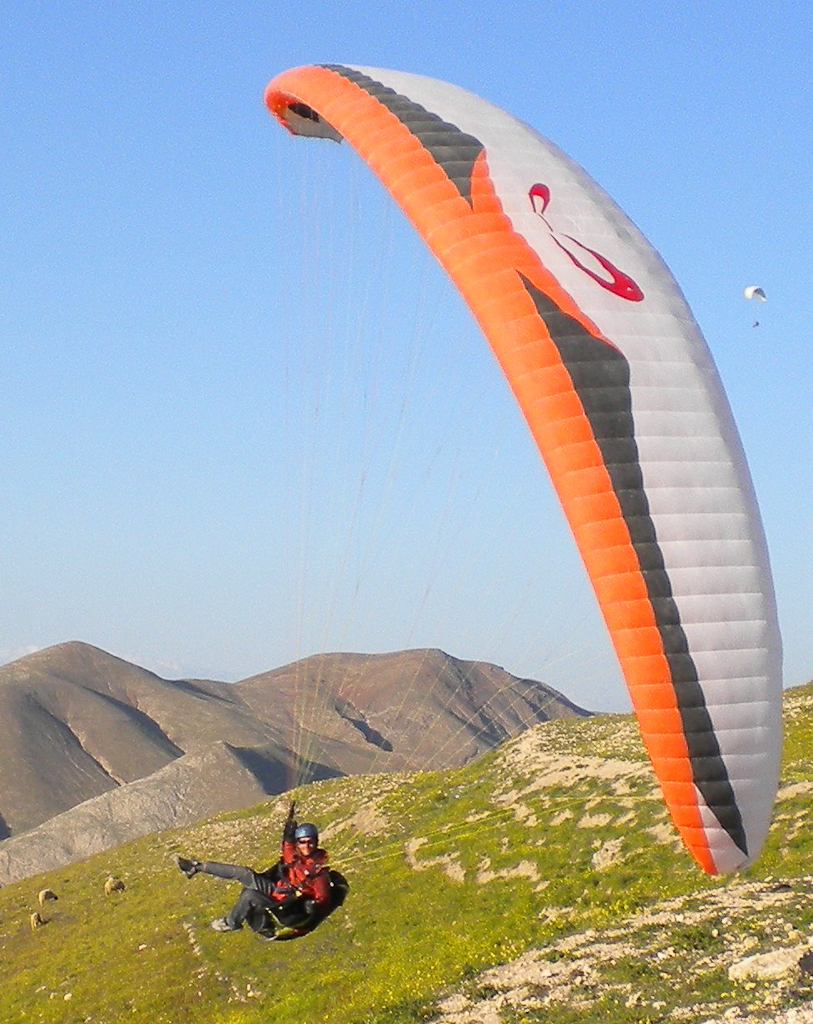
上普罗旺斯阿尔卑斯山崖跳伞运动

在这块阳光普照的普罗旺斯土地之上，人们可以行走、骑马、骑车或者是进行山地车运动，沿途众多罗曼风格教堂、田园牧场与牧羊人小屋等待着人们的发现。
得益于高品质的空气条件，这里十分适合进行各类飞行运动。从初次滑翔飞行到专业级别滑翔竞赛，众多飞行运动可供选择。1997年世界滑翔比赛在上普罗旺斯阿尔卑斯省举办。
这里的湖泊与水文条件也很适合游泳及水上运动。
在冬季，吕尔（Lure）滑雪场向滑雪爱好者提供了十几千米长度的阿尔卑斯滑雪道。这里也十分适合初学者进行学习与训练。在吕尔山北侧坡地上的瓦尔贝勒，或是莱蒙日山（le Massif des Monges）的入口丰贝勒（Fontbelle），人们也可以进行北欧式雪上徒步运动。
自中世纪起，省会迪涅莱班就是著名的温泉之城。对其进行的科学研究最早可追溯到十七世纪。出生于迪涅莱班附近的十六世纪法国著名数学家、哲学家、科学家、天文学家Pierre Gassendi 就曾公开肯定过温泉的功效。迪涅莱班的温泉也曾是士兵们的疗养地。如今正在使用中的温泉中心虽建于1930年，却在技术上采用最新科技，并配备有十分现代化的设施。得益于专业的团队与良好的氛围，温泉中心的年人流量可达6000人以上。它在一年中的开放时间超过十个月。可经A51高速公路与N85国道到达温泉中心。

### 吕贝龙自然保护区
坐落于阿尔卑斯山脉与沃克吕兹省平原之间，吕贝龙山脉绵延六十多千米，守卫着普罗旺斯地区。温和的气候、优美的自然风光、植物的多样性，共同培育出了这块与众不同的土地。这里的一砖一瓦都体现了当地人对这片土地的深情。
从新石器时代开始，就已经有人类在吕贝龙山区的岩石庇护之下居住。随后，穿越该地区的法国最古老之路——多米提亞道（la Voie Domitienne）相继被士兵、商人与旅行者探访。农业 (果蔬类、谷物类以及畜牧类) 也在这里得到了广泛的发展。
从1977年起，该地区着力于发展自然保护区，以守护这片155000公顷的土地。在这里所有的活动都最大程度地尊重自然与当地的传统：山间小径的开辟、动植物生态环境的恢复、对濒危地带的保护等。

## 韦尔东 (Verdon)

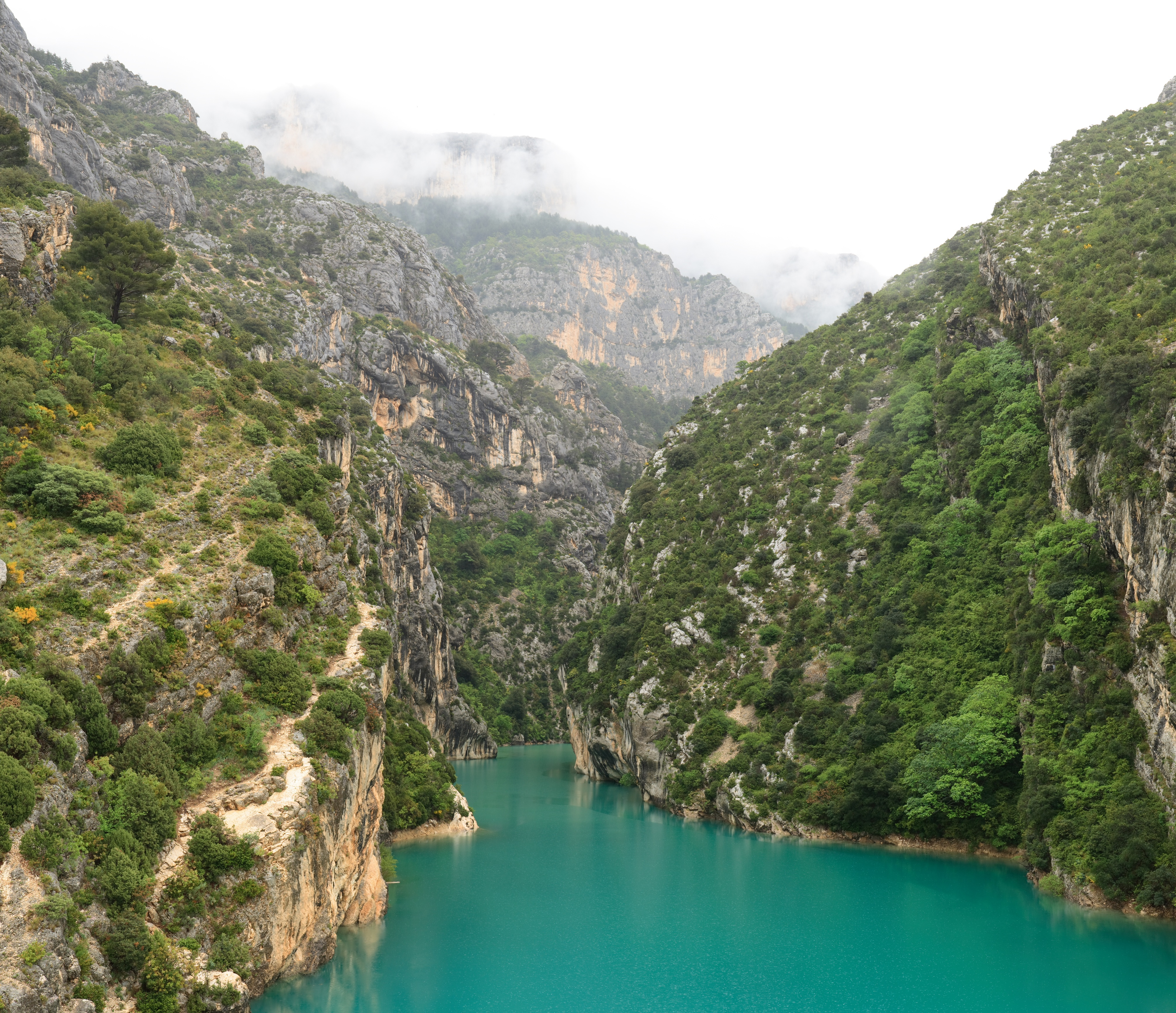
韦尔东大峡谷

作为连结阿尔卑斯与普罗旺斯之间的纽带，韦尔东以其壮观的大峡谷与祖母绿的河水闻名世界。
这里适合进行各类运动项目：攀岩、激流项目、水上运动、空中运动等。同时这里也拥有众多文化旅游资源。
紧紧依傍于瓦朗索勒高原（le Plateau de Valensole），韦尔东地区有着不少享有盛名的城镇：里耶兹、穆斯捷圣玛丽、卡斯泰拉讷以及不远处的阿诺特和昂特勒沃。

### 文化
在韦尔东自然保护区（le Parc Naturel Régional du Verdon）这片广袤的土地上，有着众多特色小镇！
格雷乌莱班是一个典型的普罗旺斯小镇，同时也是著名的温泉之城。
穆斯捷圣玛丽地处韦尔东大峡谷入口处并靠近韦尔东圣十字湖，是著名的彩釉小镇。坐落于两座由一颗装饰星星连接着的陡峭悬崖之间，该镇的石灰石建筑、粉色屋瓦以及罗曼风格教堂都是它的特色所在。
在瓦朗索勒高原上的薰衣草海洋装饰着这里的每个夏天。在几公里之外的韦尔东河畔拉帕吕是全世界攀岩者们的天堂。
阿诺特坐落于一片栗树林中央，被壮观的砂岩石所包围。
卡斯泰拉讷以其岩石圣母小教堂（Chapelle Notre dame du Roc）而闻名。
昂特勒沃作为一座中世纪古城，保存着由路易十四时期著名军事工程师和建筑师沃邦设计、建造的城墙与堡垒。

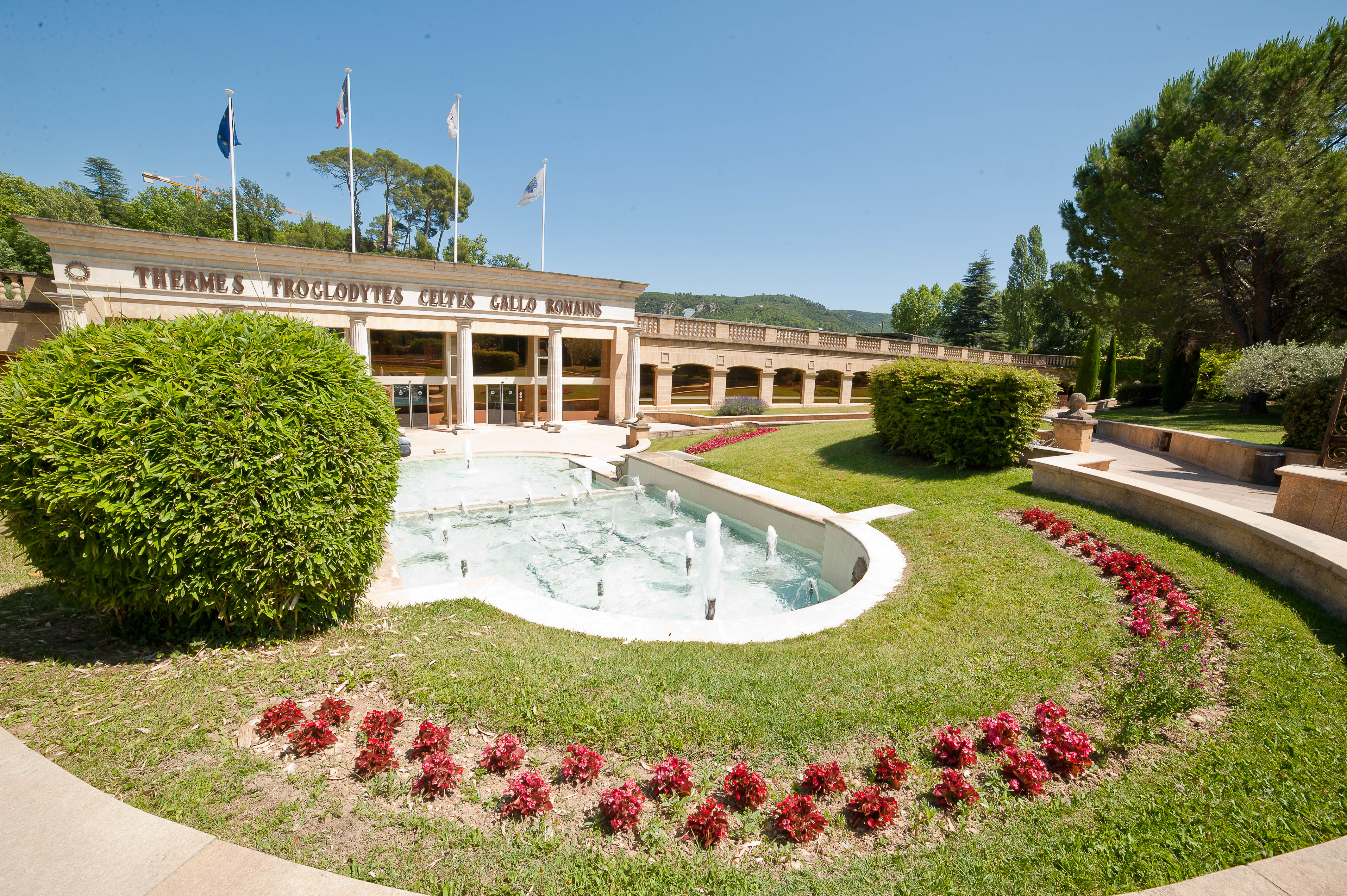
格雷乌莱班温泉中心

### 休闲与户外活动
在湍急的韦尔东河上，人们体验着与大自然的交流碰撞：峡谷漂流、激流划艇……在这里也十分适合进行游泳、帆船运动与风帆飘板运动等。
高300米的陡峭的石灰石悬崖矗立于河两岸，吸引了来自全世界的攀岩爱好者。总计933条攀岩线路，涵盖了各类难度。
千年以来，格雷乌莱班作为温泉小镇享誉全球。这里最早的温泉中心由罗马人建造。在十九世纪，众多贵族前往格雷乌莱班以享受温泉疗养，其中就包括了拿破仑一世的妹妹波利娜·波拿巴。如今的格雷乌莱班是法国第三温泉小镇，其温泉中心每年接待顾客约27000人次。

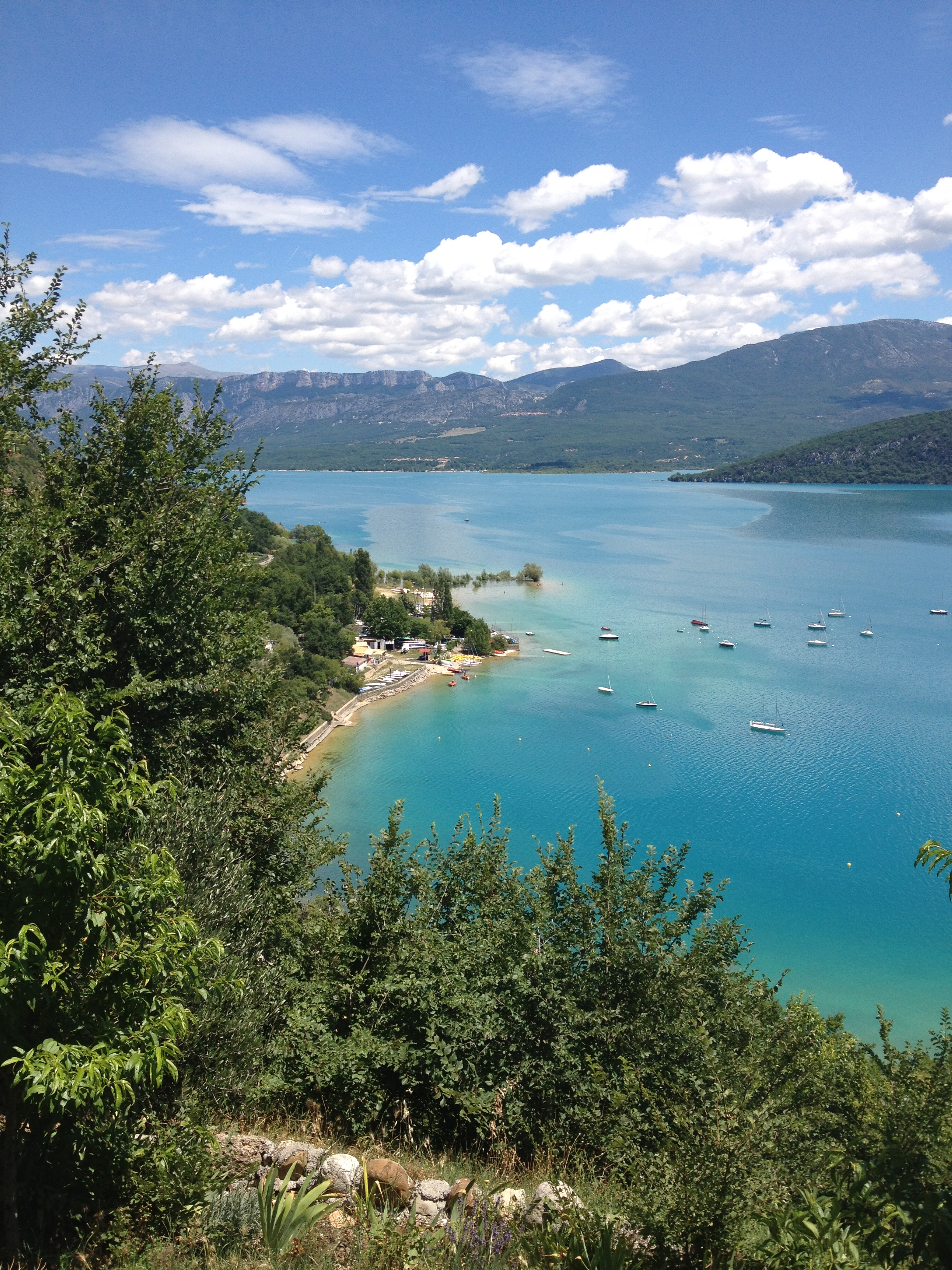
韦尔东圣十字湖

### 韦尔东自然保护区
成立于1997年，韦尔东自然保护区（le Parc Naturel Régional du Verdon）管理着韦尔东河沿岸180000公顷的土地。范围从圣安德烈莱萨尔普直至韦尔东河畔维农。
这里的地貌变化极大。从一望无际的瓦朗索勒高原到陡峭的韦尔东峡谷（Gorges du Verdon），再到广阔平静的卡斯蒂永湖（lac de Castillon）、圣十字湖（lac de Sainte-Croix）、埃斯帕龙湖（lac d’Esparron）、坎松湖（lac de Quinson），随后就将进入阿尔卑斯山区。
韦尔东自然保护区成立后首先采取了一系列保护与改善当地环境的工作：整治韦尔东河水、清点与修护建筑遗产、重新种植橄榄园等。

## 文化

### 薰衣草文化
原本野生生长的薰衣草，在十九世纪末形成一种文化，就如同其余芳香植物一样，为香水业与日化业提供原材料。

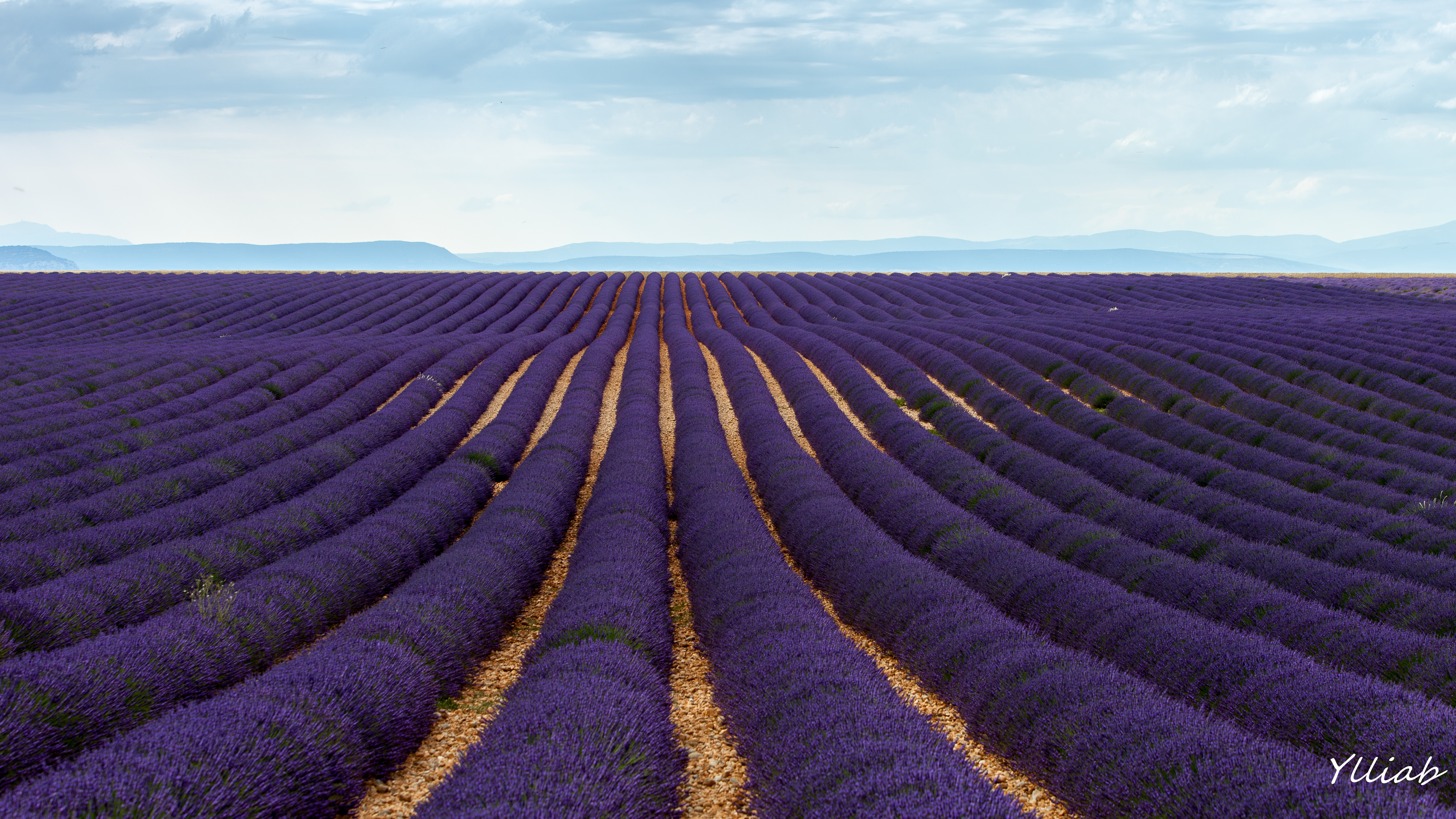
瓦朗索勒高原

一战之后，醒目薰衣草（lavandin，纯种薰衣草lavande officinale与穗薰衣草lavande aspic的杂交品种）的高出油率与较高的出油品质使之逐渐成为种植面积最广的薰衣草品种。如今，纯种薰衣草主要种植于福卡尔基耶地区、锡米亚讷拉罗通德地区与阿尔比永高原（le Plateau d’Albion）。而醒目薰衣草的主要生产地仍集中于韦尔东大峡谷的入口——瓦朗索勒高原。
薰衣草的花期可从六月底直至八月底，收割期一般为七月中旬至八月底。每年夏季，众多游客都为薰衣草花海的秀美与芬芳慕名而来。

### 美食文化
得意于这片肥沃的土地与当地人祖祖辈辈流传下来的手艺与技巧，该省盛产高质量的产品，其中不少知名产品还得到了官方质量认证标志，如原产地命名控制 (Appellation d'origine contrôlée)、地理保护标识 (Indication géographique protégée) 与红色标签 (Label rouge，法国高质量产品标签)。

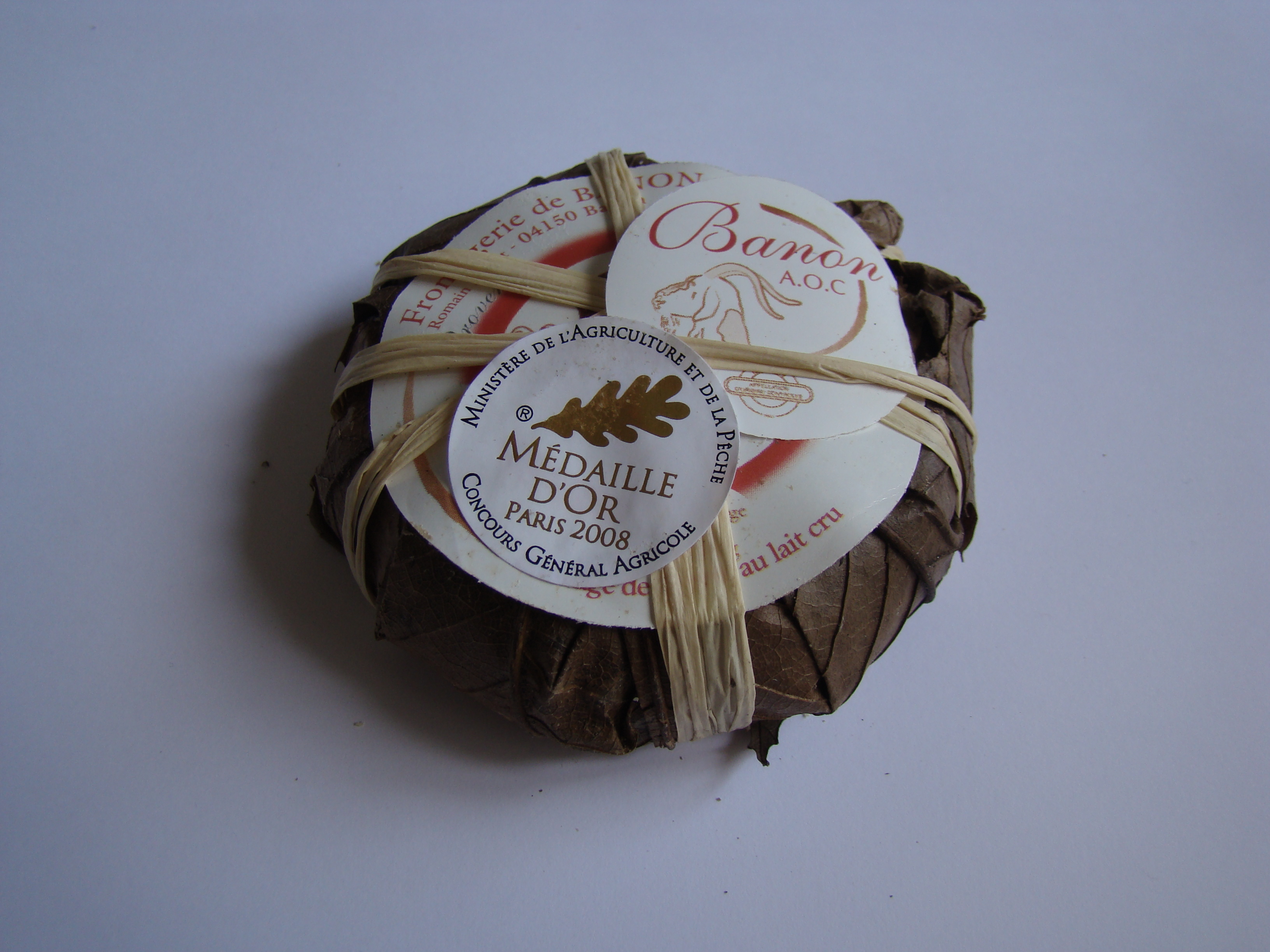
巴农奶酪

#### 巴农奶酪
巴农奶酪（le fromage de Banon）产于依靠阿尔比永高原而建的一座中世纪小村庄——巴农。它由生奶与山羊奶酪制成，外部用棕色栗子叶包裹，并用天然的酒椰叶捆扎。
呈现乳白色或金褐色，该奶酪的细腻、香醇与鲜美在舌尖久久停留。该奶酪的独特之处在于其特殊的凝乳技术。巴农奶酪在2003年获得原产地命名控制保护。
每年五月的第三个周日为巴农奶酪节。

#### 上普罗旺斯橄榄油
作为法国南部的标志性树种，橄榄树在上普罗旺斯阿尔卑斯省十分普遍。橄榄树多种植于锡斯特龙以南、海拔800米以下地区，从马诺斯克到奥赖松，从福卡尔基耶到莱梅，甚至在韦尔东与昂特勒沃的部分地区都有种植。
6000多年以来，橄榄油是当地生活中不可或缺的一部分。在餐桌之上，人们用橄榄油替代黄油，烹调了一道道精致的美食。它还可以用来制作油橄榄酱（tapenade，一种由刺山柑花蕾与橄榄制成的普罗旺斯调味品）、鯷鱼调味酱（anchoïade）、pompe de Noël（一种加入橄榄油的普罗旺斯圣诞甜品）、蒜泥蛋黄酱（aïoli）、山羊奶酪罐头（将山羊奶酪浸入橄榄油中，并伴有大蒜与迷迭香）等。
上普罗旺斯地区特产阿格朗多橄榄（aglandau，一种橄榄品种），其生产的橄榄油果味较浓，且混合了洋蓟、苹果与干草的香味。这一特色加上当地橄榄油磨坊的传统手艺，使上普罗旺斯橄榄油在1999年获得了原产地命名控制保护。
每年的耶稣升天日（Ascension）为全省橄榄树节。

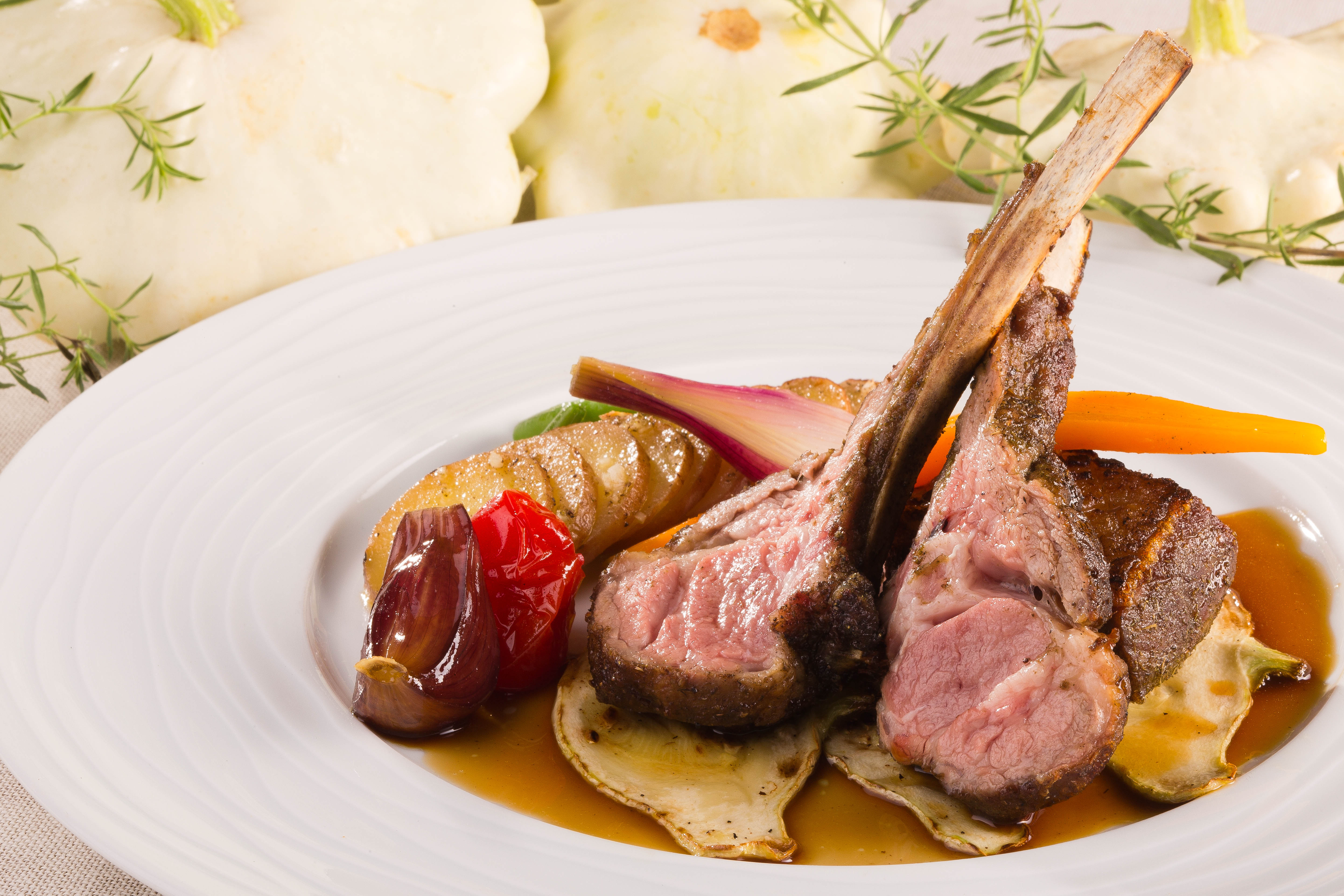
锡斯特龙羊肉

#### 锡斯特龙羊肉
说到上普罗旺斯，人们的脑海中总会浮现牧羊人赶着羊群的画面。传承了当地的畜牧传统，锡斯特龙特产的高品质羊肉远近闻名，其羊肉为黄羊肉，肉质干净，口感柔嫩、清甜。锡斯特龙羊肉（l’agneau de Sisteron）也称为塞尚羊肉 (agneau César) ，其羊种为当地乡村传统品种。
因其高品质与较好的口感，锡斯特龙羊肉在1995年获得红色标签，随后在2007年获得地理保护标识。
锡斯特龙羊肉节在每年的五月举行。

#### 薰衣草蜂蜜与普罗旺斯蜂蜜
薰衣草蜂蜜（le miel de Lavande）、醒目薰衣草蜂蜜以及普罗旺斯混合蜂蜜均有红色标签保护，所有的普罗旺斯蜂蜜也获得了地理保护标识。普罗旺斯蜂蜜（le miel de Provence）丰富多样，如薰衣草蜂蜜，其质地绵软细腻，口味独特，十分难得。这是来源于盛夏时节薰衣草花中的琼浆。上普罗旺斯阿尔卑斯省还生产特别的迷迭香蜜、多花混合蜜 (高山养蜂地)、椴树蜜、向日葵花蜜、洋槐蜜等。
传统的手工艺和来自当地纯天然的原材料，使这里成为许多果干、新鲜水果与特色蜂蜜的原产地，例如卡利松糖、果仁糖 (praline)、水果饼、牛轧糖和众多杏仁味特色甜品都是这里的特产。当地的果酱质量上乘，其中不乏一些享誉全球的果酱产商。

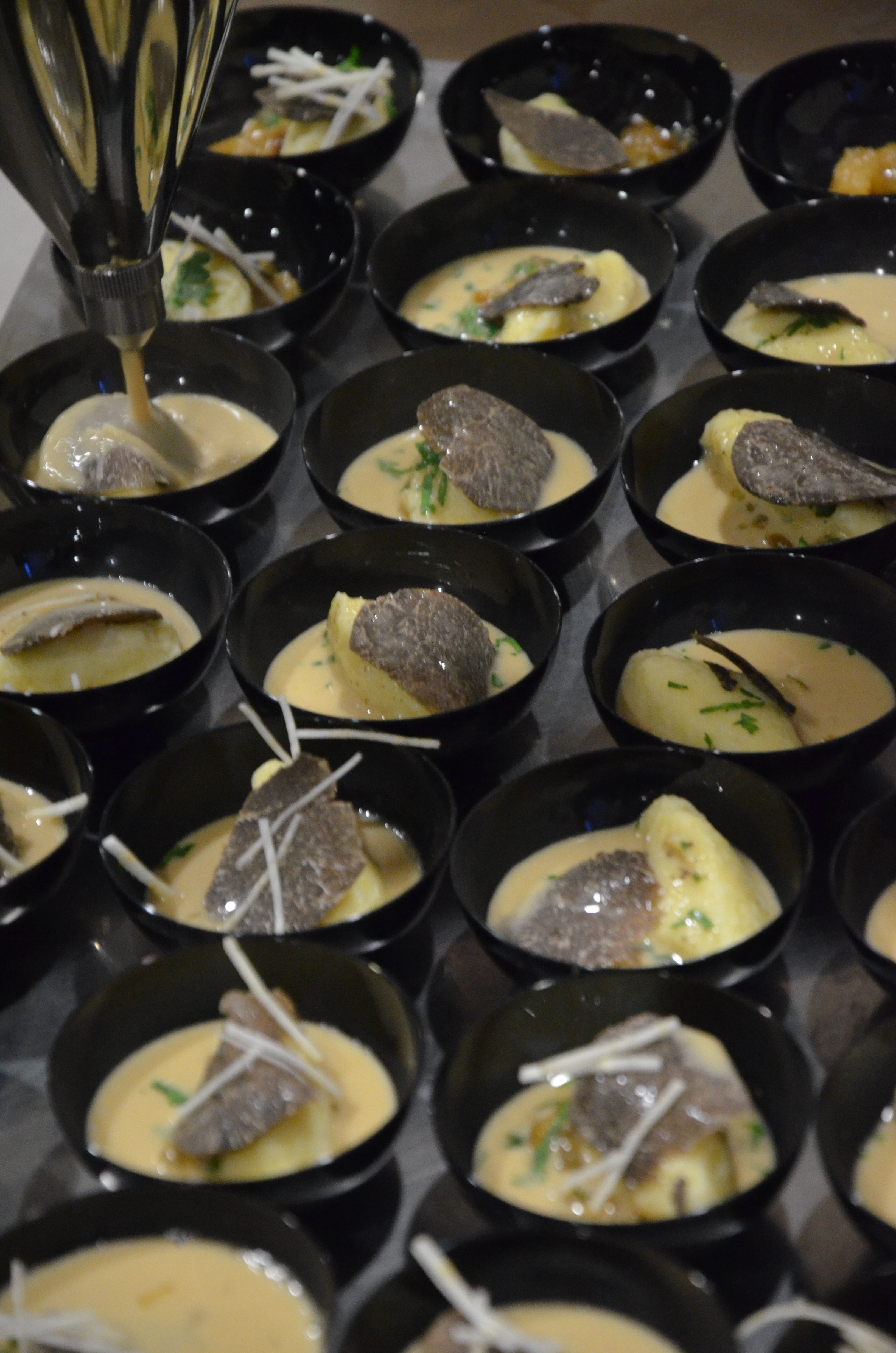
松露开胃小食

#### 松露
上普罗旺斯阿尔卑斯省盛产珍贵的食材——黑松露（Tuber melanosporum）。在被称为“厨房的钻石”的松露中，法国产的黑松露与意大利产的白松露所受评价最高。而在上普罗旺斯，被俗称为“rabasse”的黑松露多产于瓦朗索勒高原与福卡尔基耶地区。与佩里戈尔地区产的黑松露相比，这里的松露虽为同一品种，却因独特的气候与多沙石的土质拥有可圈可点的特质。众多美食爱好者都被这里的“黑钻石”所吸引。
十一月中旬至三月中旬的每周三，都有专门的松露市场在里耶兹举办。从1840年起的每年一月，蒙塔尼亚克小镇也会举办松露市场。每年二月为全省松露节，在该节庆日上会有狗群挖取松露的表演、黑松露炒滑蛋（brouillarde à la truffe）烹饪比赛与其余众多活动。

#### 皮埃尔韦尔葡萄酒
在阿尔卑斯与地中海之间，上普罗旺斯阿尔卑斯省的南部土地酝酿出了受原产地命名控制（Appellation d'origine contrôlée）保护的葡萄酒——皮埃尔韦尔葡萄酒。
皮埃尔韦尔是位于马诺斯克南部的一个小村庄，皮埃尔韦尔酒庄占地总面积450公顷，得意于有利的地势与气候条件，这里特产白葡萄酒与果味浓郁的桃红葡萄酒。而产自这里的红葡萄酒由于富含单宁且较浓烈，适合长久保存。
皮埃尔韦尔葡萄酒（les vins AOC Pierrevert）选用如下葡萄品种：
白葡萄酒：Grenache blanc、Vermentino、Ugni blanc、Clairette、Marsanne、Roussanne；
粉红葡萄酒：Grenache noir, Syrah, Cinsault等；
红葡萄酒：Syrah、Grenache noir，个别葡萄酒产商还会在其中添加Carignan、Mourvèdre 或Cinsault。

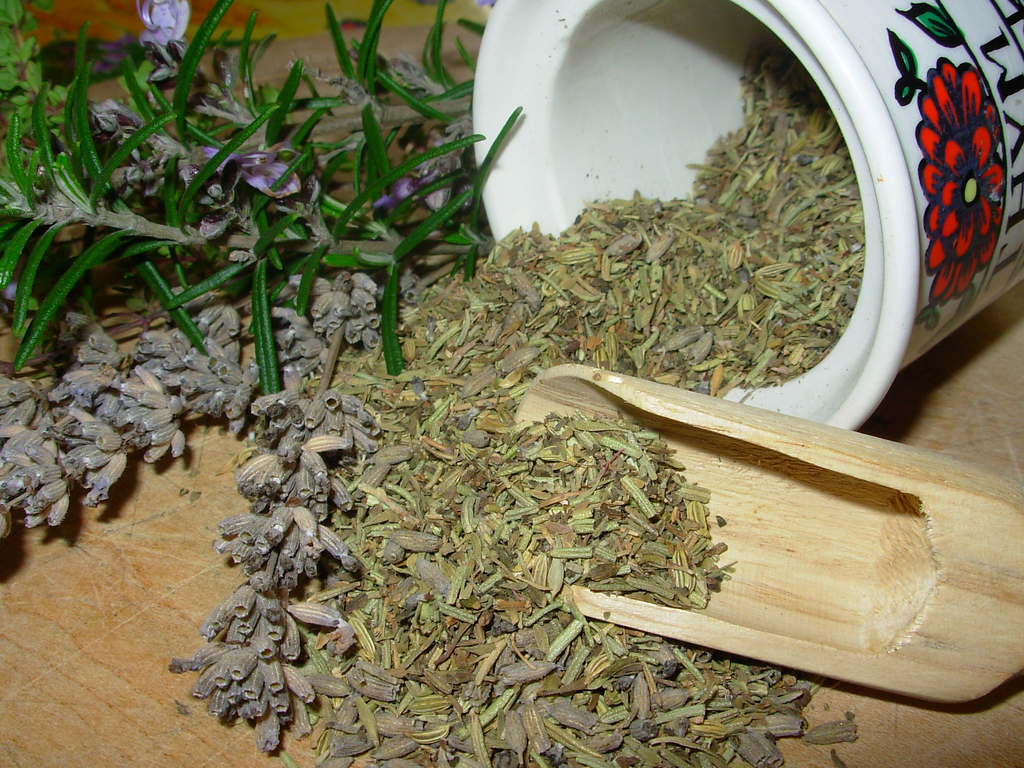
普罗旺斯香料

#### 普罗旺斯香料
普罗旺斯香料（Les herbes de Provence）在2003年获得象征质量保证的红色标签（Label rouge）。
经过严选的普罗旺斯香料，在含油量、香度、品味强弱度与颜色各方面均属上乘，已成为普罗旺斯地区重要文化之一。它们在法式料理中不可或缺，可用在各类烹饪方式中，是佳肴天然健康又鲜美的秘诀。

#### 上迪朗斯阿尔卑斯苹果
上迪朗斯阿尔卑斯地区全年300天的光照时间与较大的温差，十分适合树木的生长以及果实甜度的形成。少量灌溉的种植文化也增强了果实的脆度与紧实度。苹果在刚好成熟之时被收割，以保证其以最适宜的成熟度被消费者食用。上迪朗斯阿尔卑斯苹果（les pommes des Alpes de Haute-Durance）在1930年加入“阿尔卑斯的果实”（Pommes et Poires des Alpes）标签，并在之后得到迅速的发展。
每年十月，上迪朗斯阿尔卑斯苹果节在锡斯特龙举行。

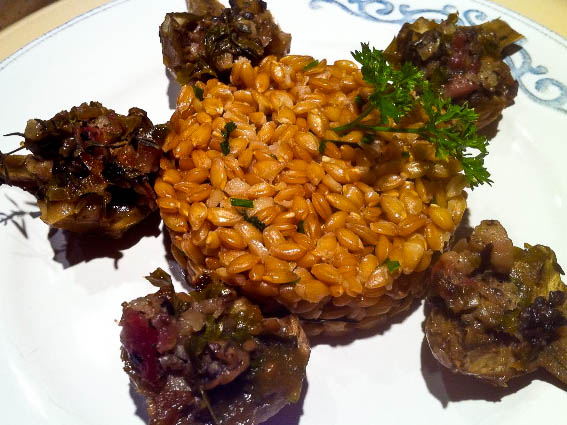
上普罗旺斯双粒小麦

#### 上普罗旺斯双粒小麦
上千年以来，上普罗旺斯双粒小麦（le petit épeautre de Haute-Provence）种植文化与地中海文明紧紧相连。
双粒小麦适宜生长于贫瘠的土地，其生长过程无需除虫剂与除草剂，也无需过多水分，因此成为上普罗旺斯地区普遍种植的谷物。在小麦田边时常也种植着薰衣草田。传统的小麦种植工艺依然被当地三十多位农民所传承。
获得地理保护标识的上普罗旺斯双粒小麦在四大不同省份（上普罗旺斯阿尔卑斯省、上阿尔卑斯省、德龙省与沃克吕兹省）的235个城镇均有种植。

#### 其余特色食品
- 蒙克拉尔天然泉水（l'eau de source de Montclar）；
- 沙棘: 一种落叶性灌木，其果实富含维他命与矿物质，有较高的药用价值，享有“世界植物之奇”、维生素宝库之称；
- 充满阿尔卑斯与普罗旺斯风情的手工糖浆与果汁；
- 开胃酒与餐后酒：适合餐前饮用的茴香酒（pastis）、橙皮酒（vin d’orange）、核桃酒（vin de noix）、桃叶酒（rinquinquin）；适合餐后饮用的蒿类植物酒（génépi）等；
- 瓦朗索勒高原生产的杏仁；
- 栗子：上普罗旺斯阿尔卑斯省一大重要农产品；
- 藏红花：地中海地区生产的具有药用价值的传统香料。十九世纪中叶之前，其在普罗旺斯地区拥有较大产量。

## 交通

### 自驾方式到达

#### 由南部前往上普罗旺斯阿尔卑斯省
由南部出发，请上A51高速公路：
- 前往于拜河谷：在拉索尔斯出高速公路，随后前往巴瑟洛内特方向；
- 前往布朗什谷：在佩吕出高速公路，随后前往迪涅莱班和塞讷方向；
- 前往福卡尔基耶地区/吕尔山：在拉布里亚讷出高速公路，随后前往福卡尔基耶方向；
- 前往阿洛斯山谷/上韦尔东：在佩吕出高速公路并前往迪涅莱班方向，随后前往尼斯方向，通过RN85区道（拿破仑之路 (Route Napoléon)）或RN202区道到达目的地；
- 前往韦尔东地区：在马诺斯克出高速公路，前往瓦朗索勒、穆斯捷圣玛丽和卡斯泰拉讷方向，随后通过RN85区道到达目的地；
- 前往迪朗斯河谷与布莱奥讷河谷：根据您的具体目的地在马诺斯克、佩吕或锡斯特龙出高速公路。

#### 由北部前往上普罗旺斯阿尔卑斯省
由北部出发，途径里昂、格勒诺布尔直至上十字山口（Col de la Croix-Haute），随后：
- 前往于拜河谷：到达加普，随后前往巴瑟洛内特方向；
- 前往布朗什谷：到达加普后前往巴瑟洛内特方向，随后通过D900省道前往迪涅莱班和塞讷方向；
- 前往福卡尔基耶地区：到达锡斯特龙后请上A51高速公路，根据您的具体目的地在欧比尼奥斯克或拉布里亚讷出高速公路；
- 前往阿洛斯山谷/ 上韦尔东: 到达锡斯特龙后请上A51高速公路，在欧比尼奥斯克出高速公路，前往迪涅莱班与尼斯方向直至Allos；
- 前往韦尔东地区：到达锡斯特龙后请上A51高速公路，随后您可在欧比尼奥斯克出高速公路，前往迪涅莱班和卡斯泰拉讷（拿破仑之路）方向，直至韦尔东大峡谷 (Gorges du Verdon)；或者您也可以在马诺斯克出高速公路，前往瓦朗索勒和穆斯捷圣玛丽方向，直至韦尔东湖与大峡谷；
- 前往迪朗斯河谷与布莱奥讷河谷：到达锡斯特龙后请上A51高速公路，根据您的具体目的地前往迪涅莱班或马诺斯克方向。

### 拼车到达
拼车网站为您提供了灵活、实惠又环保的出行方式。详情可参考上普罗旺斯阿尔卑斯省拼车网站 （页面存档备份，存于）。

### 公交到达
公共交通网络覆盖全省大小市镇，并且在夏季旅游旺季时增设线路或班次。详情可参考普罗旺斯-阿尔卑斯-蔚蓝海岸大区公交查询网站 （页面存档备份，存于）或请咨询各地旅游局 (各旅游局联系方式：http://www.tourisme-alpes-haute-provence.com/offices-de-tourisme/)。

### 火车到达

#### 由巴黎出发
- 乘坐由巴黎奥斯特利茨站开往布里扬松的火车并在韦讷下车，随后乘坐法国国家铁路公司（SNCF）提供的大巴车服务到达该省；
- 乘坐由巴黎开往瓦朗斯的法国高铁（TGV）并在格勒诺布尔下车，随后换乘高铁由格勒诺布尔前往加普，在加普可通过搭乘大巴车到达贝斯河谷、于拜河谷、阿洛斯山谷、迪朗斯与布莱奥讷河谷；
- 乘坐由巴黎开往亞維農的法国高铁并在亞維農下车，随后可乘坐大巴车前往福卡尔基耶地区、迪涅莱班与阿洛斯山谷；
- 乘坐由巴黎开往普罗旺斯地区艾克斯的法国高铁并在普罗旺斯地区艾克斯TGV站下车 (请注意与Aix-en-Provence Centre火车站区分)，随后可乘坐大巴车前往福卡尔基耶地区、迪涅莱班与阿洛斯山谷。

详情可参考法国国家铁路公司网站（页面存档备份，存于）。

#### 由马赛出发
乘坐每天较多车次的区际列车 (TER) 由马赛前往锡斯特龙，随后可在锡斯特龙乘坐大巴车前往各河谷；
详情可参考普罗旺斯-阿尔卑斯-蔚蓝海岸大区TER网站 （页面存档备份，存于）或致电免费服务电话0800 11 40 23进行咨询 (每天7:00 – 21:30)。

#### 由尼斯出发
- 乘坐复古旅游小火车« Train des Pignes » 由尼斯前往迪涅莱班，途径省内不同特色风情小镇，如昂特勒沃、阿诺特、上托拉姆、圣安德烈莱萨尔普等，是放慢脚步细细体味普罗旺斯风情的极佳出行选择。详情可参考普罗旺斯铁路公司网站：http://trainprovence.com/accueil/
- 在旅游旺季还有复古蒸汽小火车向游客开放。路线：皮热泰涅/昂特勒沃/阿诺特往返；时间：5月21日 – 10月29日每周日，7月14日 – 8月25日每周五，8月3/10/17日 (以上为2017年开放时间，不同年份时间可能有变)。详情可参考 ：www.traindespignes.fr或致电07 81 92 67 75进行咨询。

### 飞机到达
- 从马赛普罗旺斯机场出发，通过A51高速公路前往锡斯特龙方向；
- 从尼斯蔚蓝海岸机场出发，通过RN202国道前往迪涅莱班；
- 从土伦-耶尔机场（Aéroport de Toulon/Hyères）出发，通过A50高速公路前往普罗旺斯地区艾克斯方向，随后通过A51高速公路前往锡斯特龙方向；
- 从阿维尼翁-普罗旺斯机场（Aéroport Avignon-Provence）出发，通过A7 高速公路前往普罗旺斯地区艾克斯方向，随后通过A51高速公路前往锡斯特龙方向。